# Прапор Сакського району
Пра́пор Сакського райо́ну затверджений 7 листопада 2003 року рішенням Сакської районної ради.

## Опис
Прямокутне полотнище із співвідношенням сторін 2:3 складається із рівновеликих горизонтальних смуг — зеленої, червоної та синьої (дві останні розділені хвилясто). У центрі полотнища — жовта мушля.